# Hermann Wolfgang von Waltershausen
Hermann Wolfgang Sartorius von Waltershausen (Gottinga, 12 ottobre 1882 – Monaco di Baviera, 13 agosto 1954) è stato un compositore, direttore d'orchestra e musicologo tedesco, oltre che professore e didatta.

## Opere

### Composizioni

#### Opere liriche
(su libretti del compositore)
- Else Klapperzehen, Musikalische Komödie in 2 Aufzügen (1907, UA Dresden 1909)
- Oberst Chabert, Musiktragödie in 3 Aufzügen frei nach Honoré de Balzacs Comtesse à deux maris op. 10 (1910, UA Frankfurt/Main 18. Januar 1912)
- Richardis, Romantische Oper in 3 Akten op. 14 (1914, UA Karlsruhe 1915)
- Die Rauhensteiner Hochzeit, Oper in 3 Akten op. 17 (1918, UA Karlsruhe 1919)
- Die Gräfin von Tolosa, Oper in 2 Teilen bzw. 7 Bildern (1932–36, UA Bayerischer Rundfunk München 1958, bisher szenisch unaufgeführt)

#### Opere per orchestra
- Apokalyptische Symphonie c-Moll op. 20 (1924)
- Hero und Leander, Sinfonische Dichtung op. 22 (1925; auch: Symphonie Nr. 2 E-Dur)
- Krippenmusik für Cembalo und Kammerorchester op. 23 (1926)
- Orchesterpartita über drei geistliche Gesänge op. 24 (1928)
- Lustspiel-Ouvertüre C-Dur op. 26 (1930)
- Passions- und Auferstehungsmusik op. 27 (1932)

#### Opere vocali
- Zwei Lieder für hohe Stimme und Klavier (1913)
- Acht Gesänge für hohe Stimme und Orchester op. 11 (1913)
- Sieben Gesänge, ein Liederkreis nach Ricarda Huch für hohe Frauenstimme und Klavier op. 12 (1913)
- Drei weltgeistliche Lieder für hohen Sopran und kleines Orchester op. 13 (1913)
- Cophtisches Lied für Bariton und Klavier op. 15 (1914)
- Alkestis, Melodram für Sprecher, Chöre und Orchester op. 25 (1929)
- Die Wunder der Julnächte für zweistimmigen Kinderchor und ein Tasteninstrument (1934)

#### Opere per pianoforte e musica da camera
- Streichquartett e-Moll op. 16 (1915)
- Polyphone Studien op. 21 für Klavier (1921)
- kleinere kontrapunktische Studienwerke (Kanons, Fugen)

### Trattati
- Musikalische Stillehre in Einzeldarstellungen:
  - Band 1, Die Zauberflöte, eine operndramaturgische Studie (1920)
  - Band 2, Das Siegfried-Idyll oder die Rückkehr zur Natur (1920)
  - Band 3, Der Freischütz, ein Versuch über die musikalische Romantik (1920)
  - Band 4, Orpheus und Eurydike, eine operndramaturgische Studie (1923)
- Richard Strauss, ein Versuch (1921)
- Musik, Dramaturgie, Erziehung. Gesammelte Aufsätze (1926)
- Dirigentenerziehung (1929)
- Gedichte aus den Jahren 1930–1934 (1934)
- Die Kunst des Dirigierens (1942)
- Lebenserinnerungen (unveröffentlicht)
- Dramaturgie der Oper (unveröffentlicht)
- mehrere Aufsätze für Musikzeitschriften
- 8 unveröffentlichte Dramen